# Herz-Jesu-Kirche (St. Pölten)

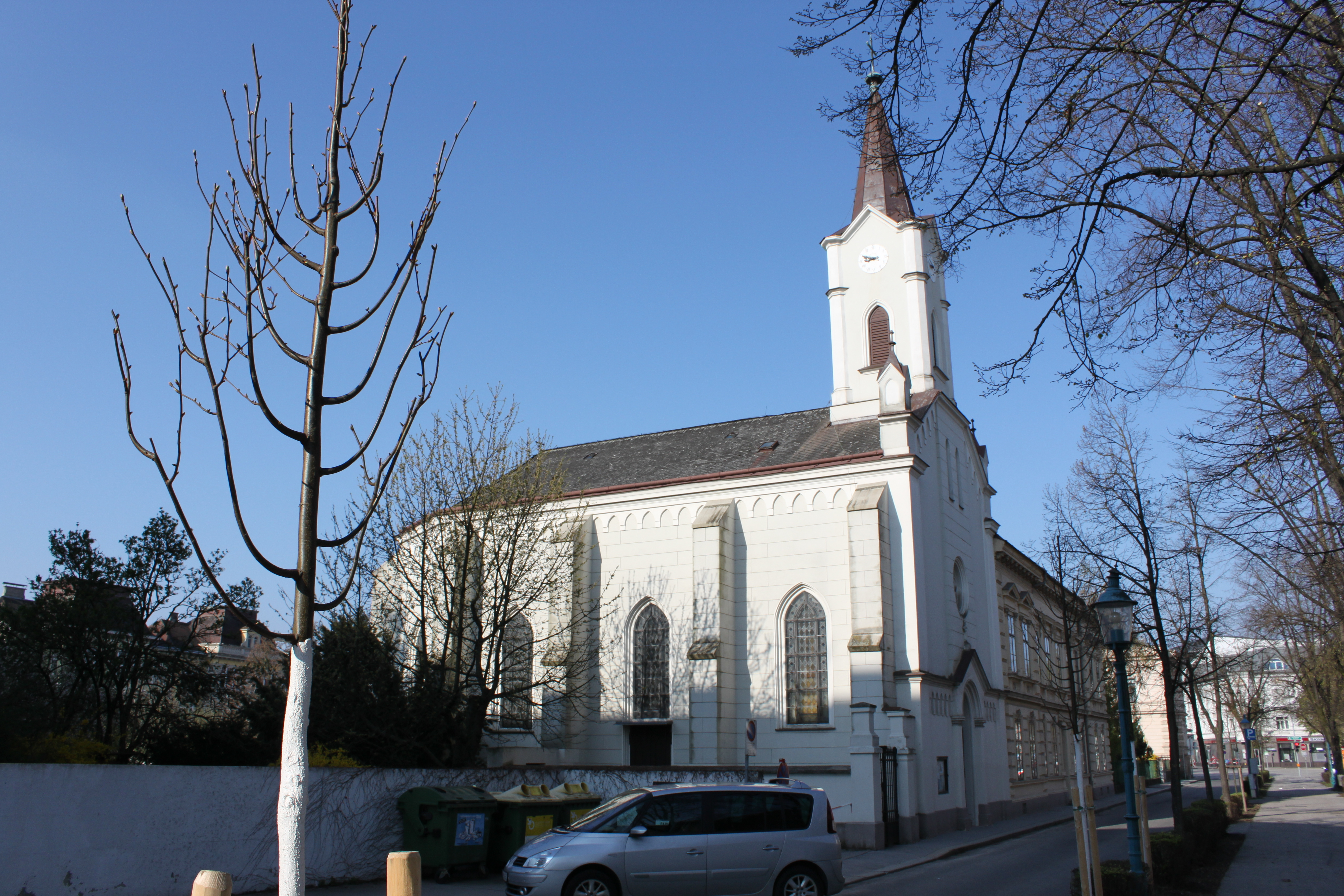
Herz-Jesu-Kirche

Die Herz-Jesu-Kirche (ⓘ) ist eine römisch-katholische Klosterkirche in St. Pölten in der Dr.-Karl-Renner-Promenade 6. Die Filialkirche der Domes zu St. Pölten ist die Klosterkirche der örtlichen Gemeinschaft der Franziskanerinnen von Amstetten und steht unter Denkmalschutz (Listeneintrag).

## Herz-Jesu-Kirche

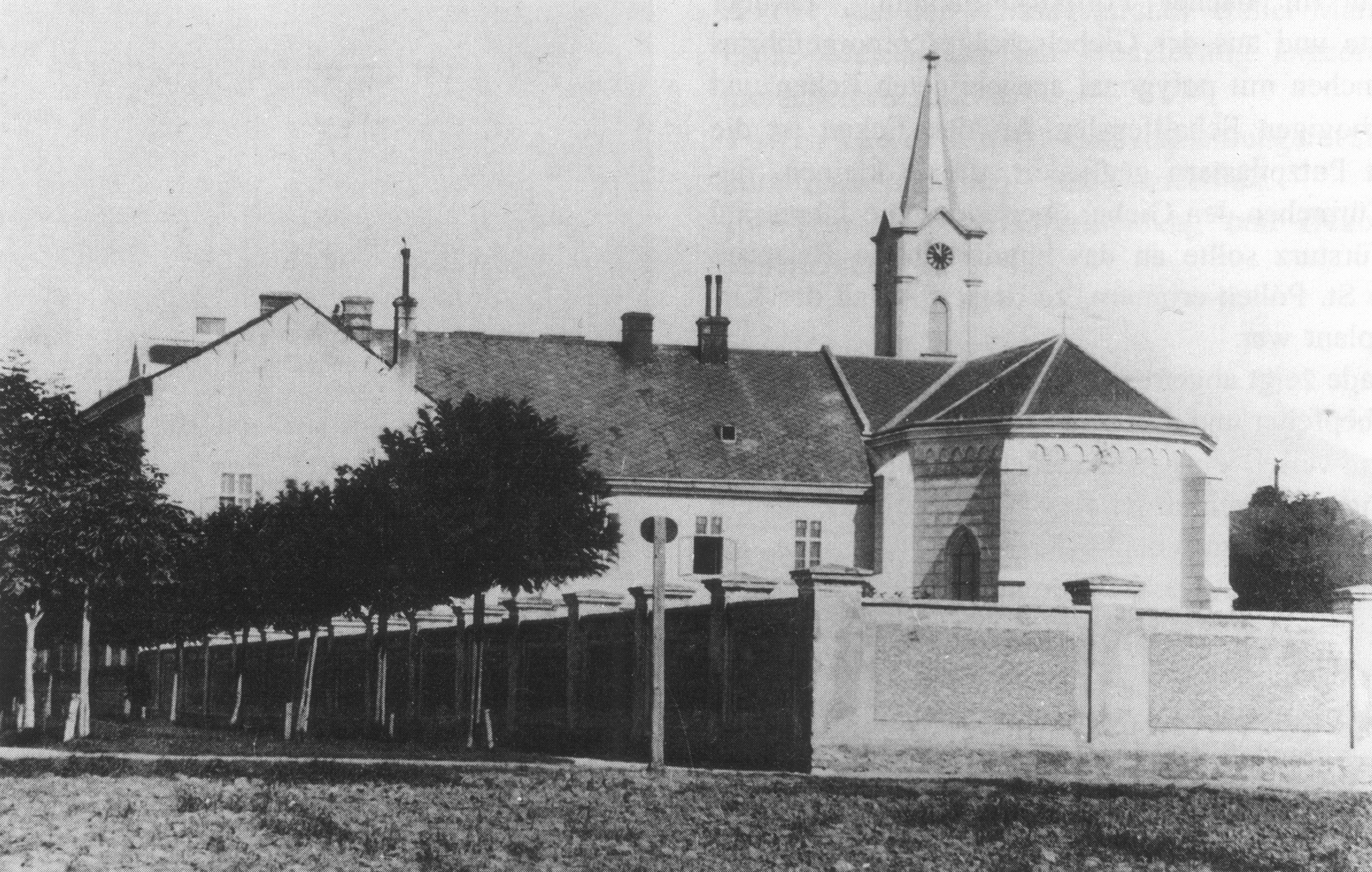
Herz-Jesu-Kirche um 1890

Ein im Jahre 1877 errichtetes Wohngebäude mit einer Neorenaissancefassade wurde im Jahre 1885 vom Bischöflichen Alumnat St. Pölten gekauft. Daraufhin wurde 1886 eine Kirche in romanisch-gotischen Formen angebaut und gleichzeitig das Wohngebäude zu einem klösterlichen Institut umgestaltet. Die Hauptfassade der Kirche mit Blendbogenfries und mittig gebänderter Vorlage und Rosetten schaut wie das nunmehrige Kloster zur Dr.-Karl-Renner-Promenade 6. Die Seitenfassade mit Strebepfeilern und Spitzbogenfenstern ist ostseitig. Die Kirche hat einen Dachreiter.
Die Kirche mit dreijochigem kreuzrippengewölbtem Langhaus und dreiseitigem Chorschluss ist eine Gewölbekirche über Wandpfeilern. Die kreuzgratunterwölbte Orgelempore steht auf Säulen.
Es gibt ein Kruzifix aus der 2. Hälfte des 19. Jahrhunderts. Die barocken Statuen Hl. Josef mit Kind und Maria Immaculata sind aus der 1. Hälfte des 18. Jahrhunderts.
Die Orgel aus 1888 mit 6 Registern wurde von Franz Strommer gebaut.

## Geschichte
Prälat Michael Ransauer gründete im Jahre 1872 eine Bruderschaft zur Anbetung des Allerheiligsten Altarsakramentes und der Erzeugung liturgischer Paramente. Er kaufte 1877 ein einstöckiges Wohnhaus, in dem eine Werkstätte für die Paramenterzeugung eingerichtet wurde. 1886 wurde eine Kirche erbaut, die allerdings wegen Konstruktionsfehlern noch im selben Jahr abgerissen werden musste. Der St. Pöltner Baumeister Johann Wohlmeyer wurde mit dem sofortigen Neubau beauftragt, die neue Kirche konnte am 30. Dezember 1886 eingeweiht werden. Im Jahre 1895 wurde die Paramentwerkstatt von den Franziskanerinnen Amstetten übernommen. 1917 mussten die beiden Glocken, die Herz-Jesu-Glocke und die Josefsglocke, zu Kriegszwecken abgeliefert werden, erst 1920 konnten zwei neue angekauft werden. Dieser wiederum wurden 1942 als Kriegsmetall eingezogen und bis heute nicht ersetzt. Die Kroatische Katholische Mission, welche auch ihren Sitz im Wohngebäude hat, hält jeden Sonntag in der Herz-Jesu-Kirche einen Gottesdienst in kroatischer Sprache.